# 卡萨罗街
卡萨罗街（Cassaro；西西里语: u Càssaru）是意大利西西里大区巴勒莫最古老的街道 城市的东西主轴线。从16世纪晚期起，这条街又名托莱多街（Via Toledo）。自意大利统一后，其正式名称改为维托里奥·埃马努埃莱二世大街（Via Vittorio Emanuele II），但这个古老的和独特的名称仍在使用中。这条街植根于腓尼基人创建巴勒莫的时代。它拥有许多重要景点,包括诺曼王宫和巴勒莫主教座堂两处世界遗产。

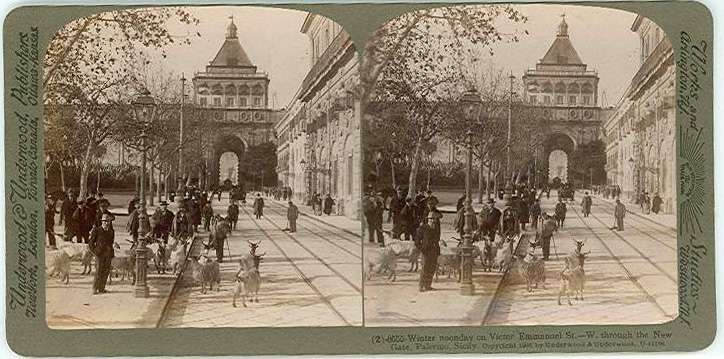

## 地名
“卡萨罗”一词源自于阿拉伯语“卡斯尔”（Qasr），意为堡垒，城堡 事实上，在伊斯兰时期，帕诺穆斯（Panormus）被撒拉逊人称为巴拉姆（Balarm）, 成为西西里岛的首府，古城的很大一部分进行了广泛加固。在中世纪，特别是在伊斯兰和诺曼时期，这条街也被称为大理石街（阿拉伯语：As-Simat Al-Balat；拉丁语：Via (Platea) Marmorea），因为它铺有大理石板。 直至现在，在西西里岛仍使用阿拉伯语单词"balat(a)"来表示大理石。
16世纪末，西班牙和西西里的王室共主邦聯时期，这条街曾命名为"托莱多街"（Via Toledo），以纪念总督加西亚·德·托莱多·奥索里奥，也是改建的主要建筑师。 直到意大利统一后，这条街正式以意大利国王维托里奥·埃马努埃莱二世命名。然而，古名卡萨罗一直被人们沿用了下来。

## 历史

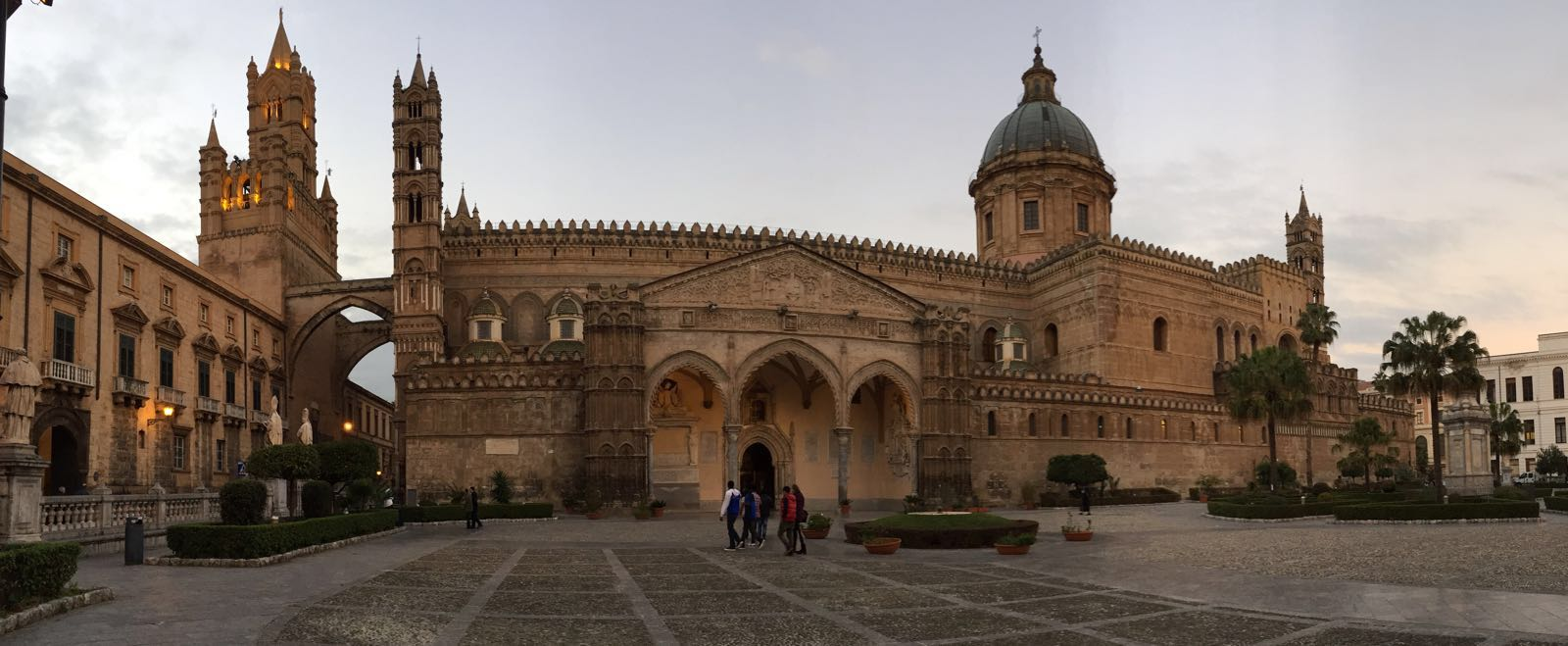
巴勒莫主教座堂

这条路是腓尼基人在创建巴勒莫时开辟的，将城市分成两部分，连接古代港口与布匿墓地（位于今独立广场与科尔索卡拉塔菲米大街）。
在伊斯兰时期，这条街确立了城市主轴的作用，从这条主干道分出二级道路，称为“Darbi”，垂直于主路，插入街区内，结束于巴勒莫独特的盲巷“阿齐卡”（Aziqqa）。在阿拉伯地理学家穆罕默德·伊德里西的名著《罗吉尔之书》中，详细描述了卡萨罗街。

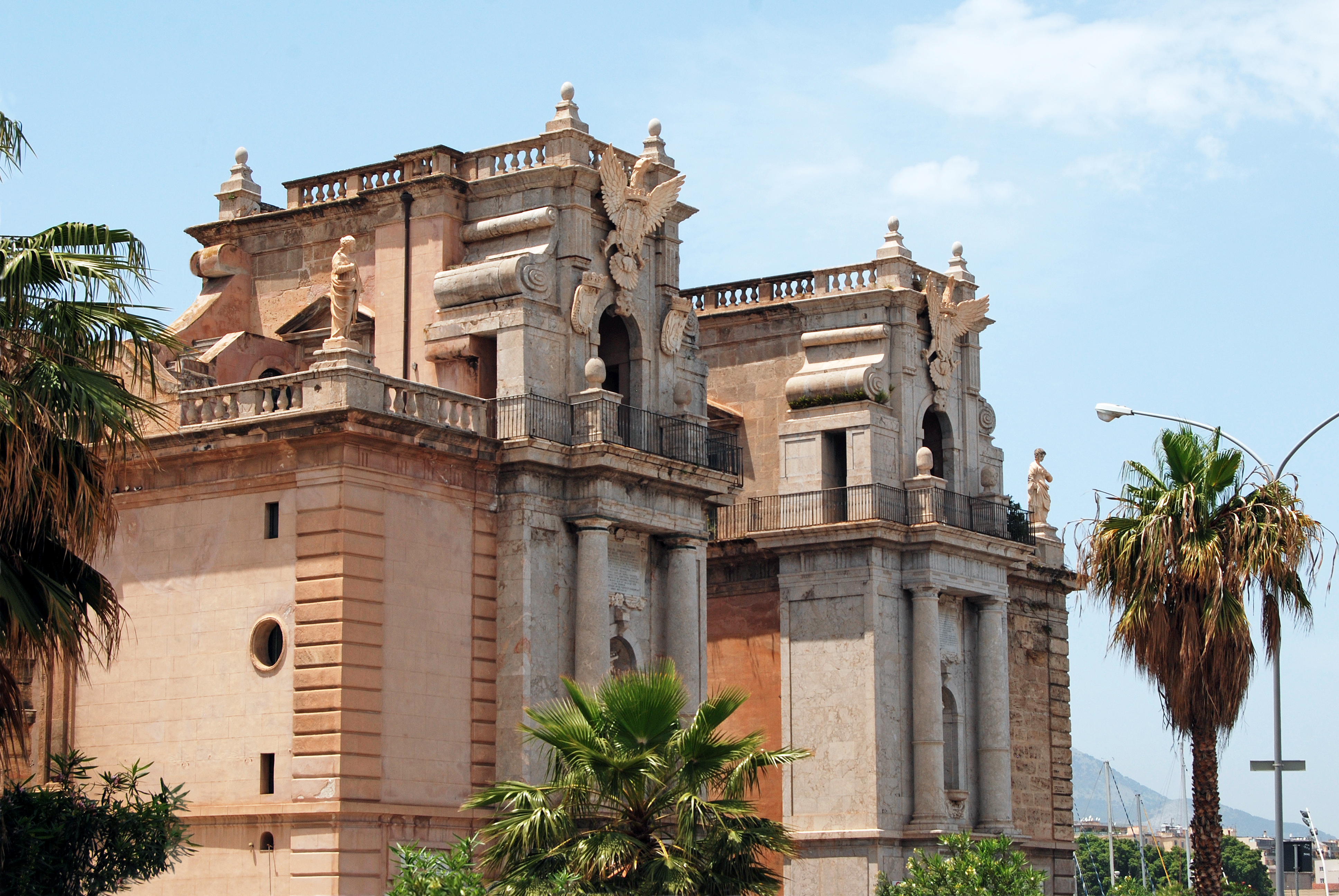
费利切门，卡萨罗街的海上入口

卡萨罗布局最重要的变化发生在十六世纪下半叶，即西班牙人时期。工程得到了总督加西亚·德·托莱多的批准，于1567年开工。它开始于南部地区的调整，直到帕蒂泰利门（Porta dei Patitelli，目前的罗马街），然后大规模拆除滨海广场。这项工程的发展得到了城市贵族的积极支持，他们促成了博洛尼亚尼广场（Piazza Bologni）和普雷托利亚广场（Piazza Pretoria）的开辟。1581 年，总督马尔坎托尼奥 ·科隆纳将街道延长到城墙上面向大海的宏伟的费利切门。

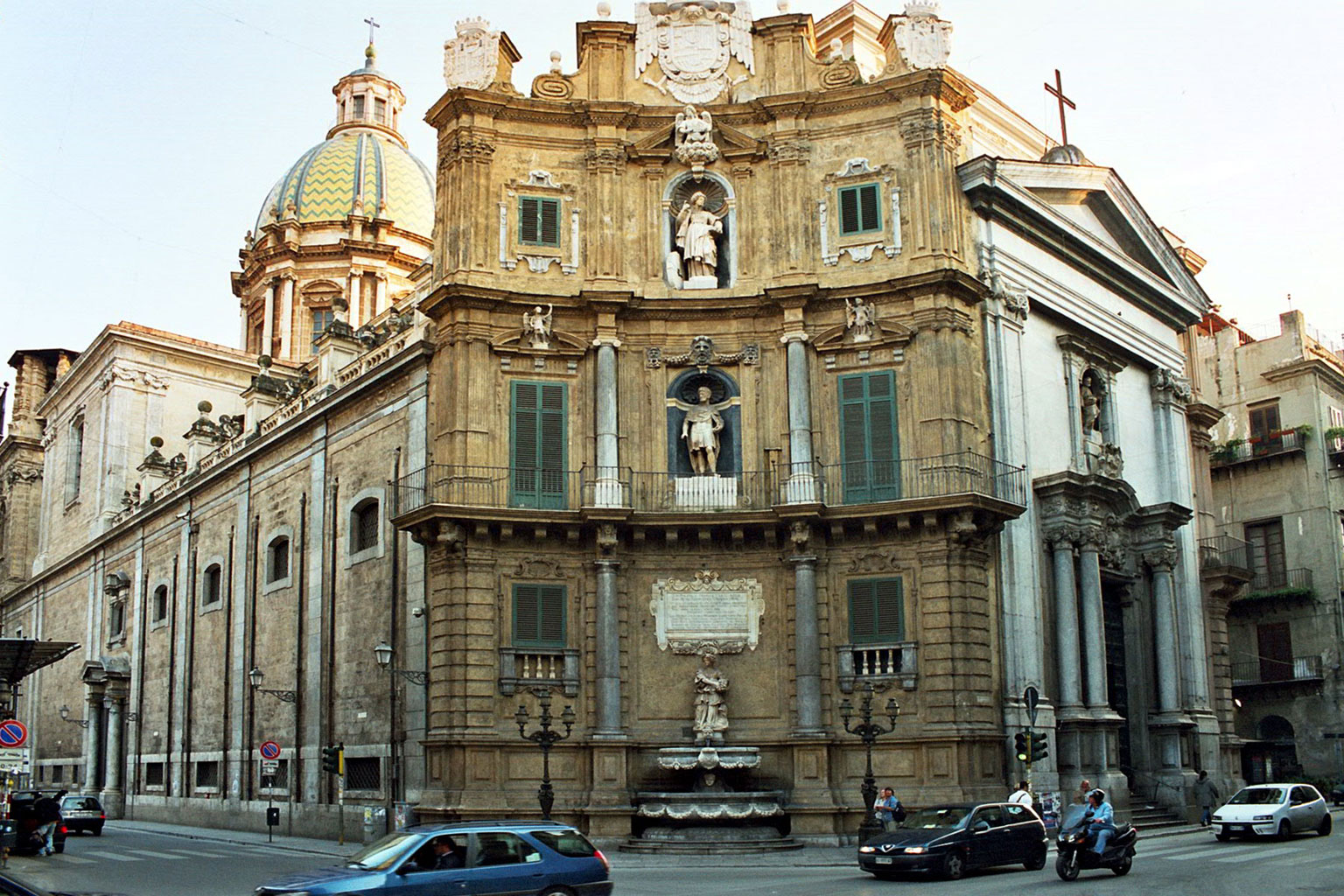
四首歌广场和戴蒂尼会圣若瑟堂

## 结构
这条街笔直地穿过老城，西起独立广场（Piazza Indipendenza）附近的新门（Porta Nuova），东到意大利广场（Foro Italico）附近的费利切门（Porta Felice），以轻微的下坡向大海倾斜。沿线与许多街道相交，但只有两个十字路口：马奎达街（Via Maqueda），又名新街（Strada Nuova），与其构成著名的巴洛克式交叉口，名为四首歌广场，以及罗马街，开辟于19世纪末。

## 名胜

诺曼王宫

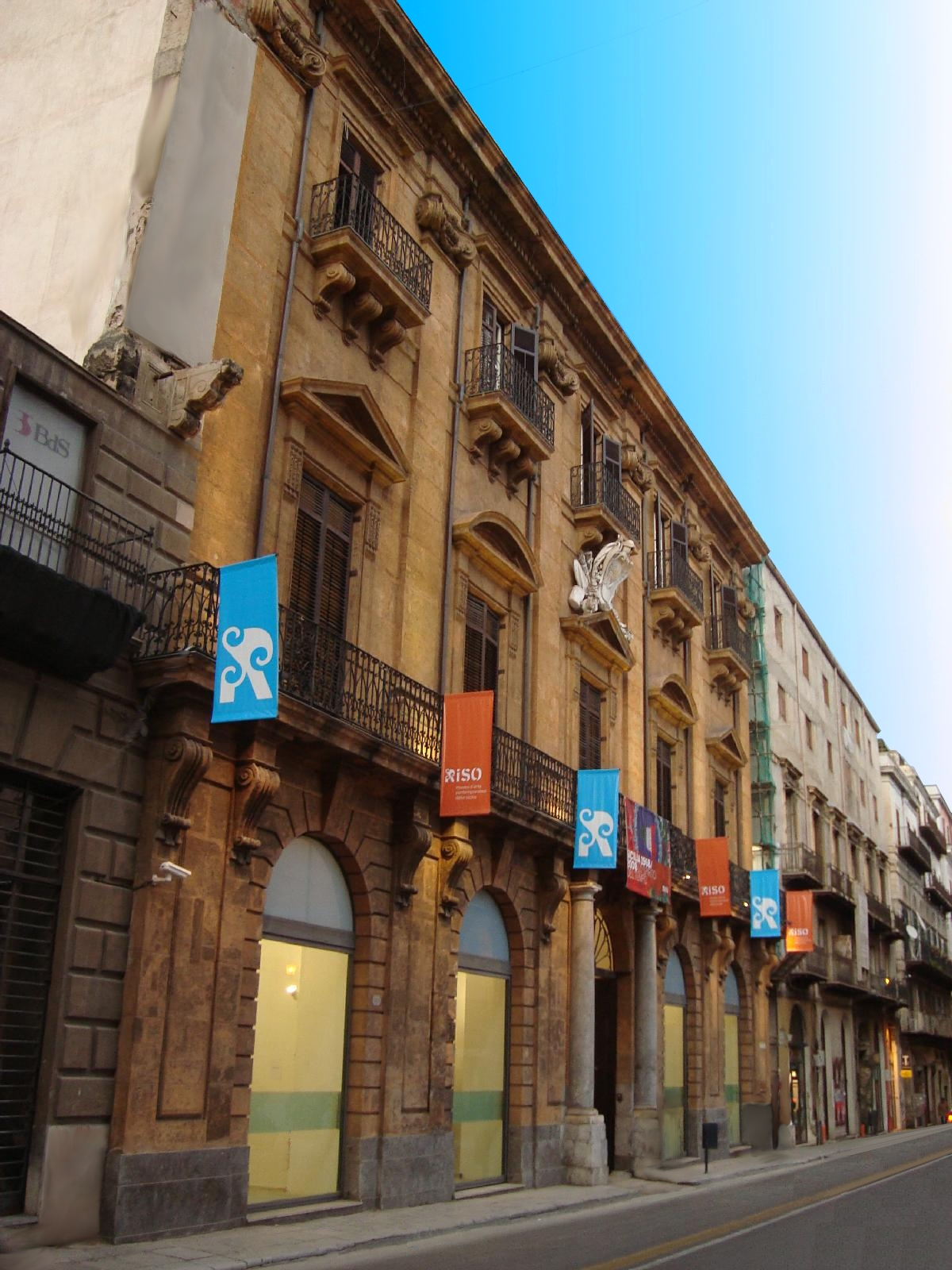
里索宫，西西里当代艺术博物馆

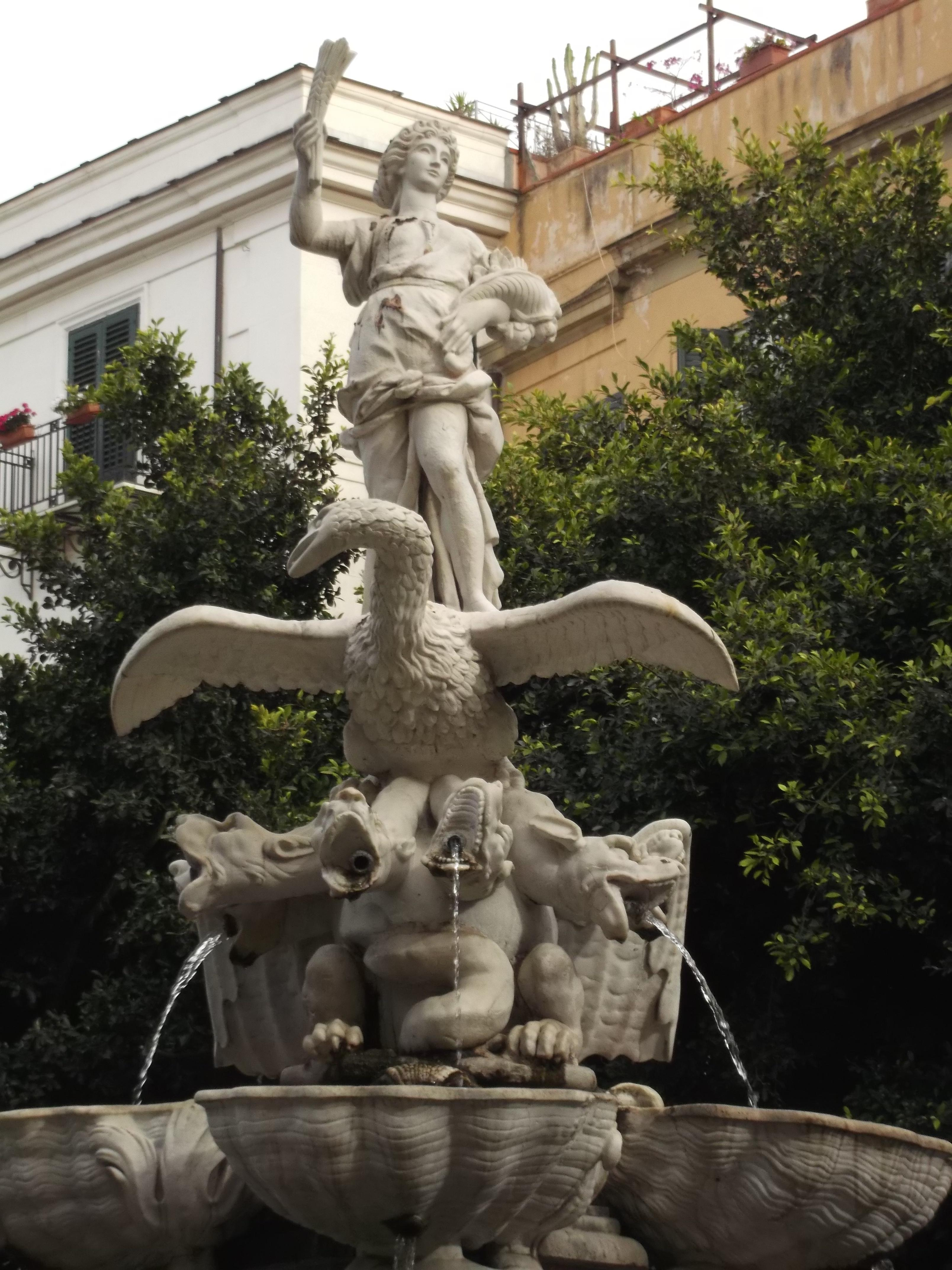
加拉福喷泉

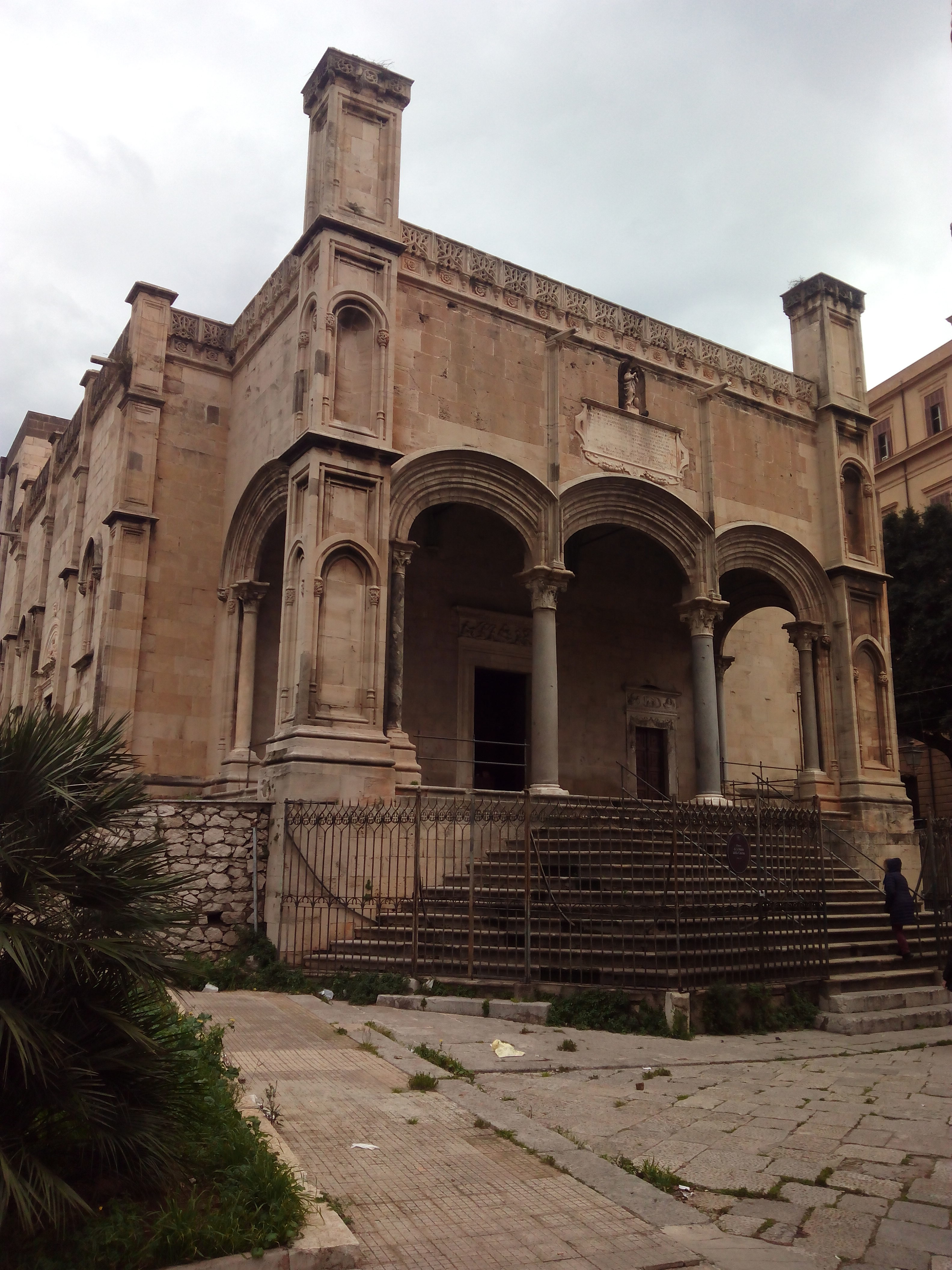
锁链圣母堂

| 右侧                                                                    | 门牌                        |                                     | 门牌                                                            | 左侧                                                  |
| ----------------------------------------------------------------------- | --------------------------- | ----------------------------------- | --------------------------------------------------------------- | ----------------------------------------------------- |
| 独立广场（Piazza Indipendenza）                                         |                             |                                     |                                                                 |                                                       |
| 诺曼王宫（Palazzo dei Normanni）                                        | 新门（Porta Nuova）         | 新门（Porta Nuova）                 | 新门（Porta Nuova）                                             | 圣雅各伯军事区（Quartiere militare di San Giacomo）   |
| 议会广场（Piazza del Parlamento）                                       |                             |                                     | 475                                                             | 圣雅各伯军事区（Quartiere militare di San Giacomo）   |
| 胜利广场（Piazza della Vittoria） 博南诺别墅（Villa Bonanno)            |                             | 467                                 | 西西里神学院（Theological Faculty of Sicily）                   |                                                       |
| 胜利广场（Piazza della Vittoria） 博南诺别墅（Villa Bonanno)            | 463                         | 巴勒莫神学院（Seminary of Palermo） |                                                                 |                                                       |
| 卡斯蒂略宫（Palazzo del Castillo）                                      | [ 9 ]                       | [ 10 ]                              | 总主教宫（Archbishop's Palace）                                 |                                                       |
| 阿斯蒙多宫（Palazzo Asmundo）                                           | 492                         |                                     | 巴勒莫主教座堂                                                  |                                                       |
| 皇宫（Palazzo Imperatore）                                              | 484                         |                                     | 巴勒莫主教座堂                                                  |                                                       |
| 菲兰吉耶里宫（Palazzo Filangieri di Cutò）                              | 474                         |                                     | 巴勒莫主教座堂                                                  |                                                       |
| 拉格鲁阿迪卡里尼宫（Palazzo La Grua di Carini）                         | 462                         |                                     | 巴勒莫主教座堂                                                  |                                                       |
| 卡斯特罗内-圣宁法宫（Palazzo Castrone-Santa Ninfa）                     | 452                         |                                     |                                                                 |                                                       |
|                                                                         |                             | [ 11 ]                              | 曼戈卡萨尔杰拉尔多宫（Palazzo Mango di Casalgerardo）           |                                                       |
|                                                                         |                             | 429                                 | 西西里中央图书馆（Biblioteca centrale della Regione Siciliana） |                                                       |
| 圣救主堂（Santissimo Salvatore）                                        |                             | 417                                 | 科隆纳迪塞萨雷宫（Palazzo Colonna di Cesarò）                   |                                                       |
| 纳托利宫（Palazzo Natoli）                                              | [ 12 ]                      |                                     |                                                                 |                                                       |
| 阿罗迪宫（Palazzo Airoldi）                                             | 382                         |                                     |                                                                 |                                                       |
| 阿尔加里亚宫（Palazzo Algaria）                                         | [ 13 ]                      |                                     |                                                                 |                                                       |
| 博洛涅尼广场（Piazza Bologni） 查理五世纪念碑                           |                             | 365                                 | 里索宫（Palazzo Riso） （西西里当代艺术博物馆）                 |                                                       |
| 皮洛迪马里诺宫（Palazzo Pilo di Marineo）                               | 316                         | 327                                 | 塔拉洛·德拉·米拉利亚宫（Palazzo Tarallo della Miraglia）        |                                                       |
| 戴蒂尼会圣若瑟堂（San Giuseppe dei Teatini）                            |                             |                                     |                                                                 |                                                       |
| 马奎达街（Via Maqueda）                                                 | 四首歌广场（Quattro Canti） | 四首歌广场（Quattro Canti）         | 四首歌广场（Quattro Canti）                                     | 马奎达街                                              |
| 博尔多纳罗宫（Palazzo Bordonaro）                                       | [ 14 ]                      |                                     |                                                                 |                                                       |
| 博诺科雷宫（Palazzo Bonocore）                                          | [ 14 ]                      |                                     |                                                                 |                                                       |
|                                                                         |                             |                                     | 卡萨罗圣玛窦堂（San Matteo al Cassaro）                         |                                                       |
| 罗马街（Via Roma）                                                      |                             |                                     |                                                                 |                                                       |
|                                                                         |                             |                                     | 225                                                             | 特拉蒙塔纳罗卡福泰宫（Palazzo Tramontana Roccaforte） |
| 伊斯內洛宫（Palazzo Termine d'Isnello）                                 | 204                         |                                     |                                                                 |                                                       |
|                                                                         |                             | 187                                 | 范努奇·迪·巴尔奇诺宫（Palazzo Vannucci di Balchino）            |                                                       |
| 文蒂米利亚·迪普拉德斯宫（Palazzo Ventimiglia di Prades）                | 188                         |                                     |                                                                 |                                                       |
|                                                                         |                             | 157                                 | 圣玛格丽塔宫（Palazzo Santa Margherita）                        |                                                       |
|                                                                         |                             | 137                                 | 罗切拉宫（Palazzo Roccella）                                    |                                                       |
|                                                                         |                             | 111                                 | 阿马里·迪圣阿德里亚诺宫（Palazzo Amari di Sant'Adriano）        |                                                       |
| 西塔诺宫（Palazzo Sitano）                                              | 114                         |                                     |                                                                 |                                                       |
|                                                                         |                             | 93                                  | 坎马拉塔泰斯塔宫（Palazzo Cammarata Testa）                     |                                                       |
| 滨海广场（Piazza Marina） 加拉福喷泉（Fontana del Garraffo）            |                             |                                     | 菲南泽宫（Palazzo delle Finanze）                               |                                                       |
| 大瓜迪亚宫（Palazzo della Gran Guardia）                                | [ 15 ]                      |                                     | 萨尔沃门圣玛利亚堂（Santa Maria di Porto Salvo）                |                                                       |
| 那不勒斯的圣若望堂（San Giovanni dei Napoletani）                       |                             | 39                                  | 瓦萨洛宫（Palazzo Vassallo）                                    |                                                       |
| 滨海广场                                                                |                             |                                     | 锁链圣母堂（Santa Maria della Catena）                          |                                                       |
| 造币厂宫（Palazzo della Zecca）                                         |                             | 31                                  | 巴勒莫国家档案馆                                                |                                                       |
| 圣神广场（Piazza Santo Spirito） 海马喷泉（Fontana del Cavallo Marino） |                             |                                     |                                                                 |                                                       |
| 卡迪威步道（Passeggiata delle Cattive）                                 |                             |                                     | 圣巴塞洛缪凉廊（Loggiato San Bartolomeo）                       |                                                       |
|                                                                         | 费利切门（Porta Felice）    |                                     |                                                                 |                                                       |
| 意大利广场（Foro Italico）                                              |                             |                                     |                                                                 |                                                       |

## 圣女洛沙利亚节

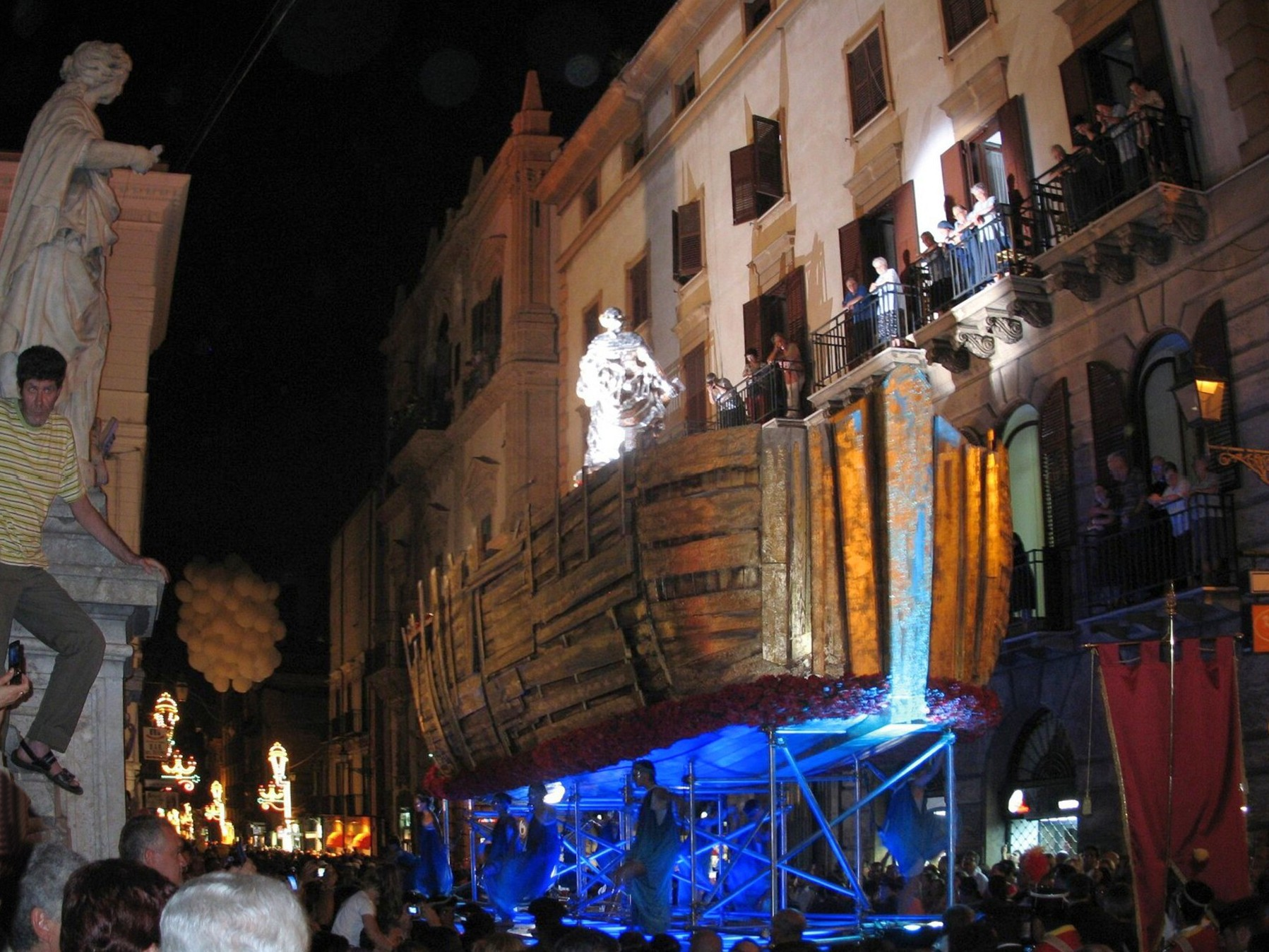
2009年的圣女洛沙利亚节

每年7月14日至15日之间的夜晚，圣女洛沙利亚节，都有长长的游行队伍穿过卡萨罗街。这个供奉巴勒莫主保圣人的节日，每年涉及数万人。